# Itilleq
Itilleq er en bygd i Qeqqata Kommune, Grønland. Itilleq ligger på en lille ø ved mundingen af Itilleq Fjord ca. 50 km syd for Sisimiut by, og 200 meter syd for bygden ligger Polarcirkelen.

## Geografi og natur
Itilleq betyder "lavningen", og bygden er, som navnet siger, beliggende i en lavning smukt omkranset af høje fjelde og gletsjere. I bygden bor der 90 mennesker (december 2022). Itilleq blev i 1847 udsted, og lå dengang på en anden ø i nærheden, men blev senere flyttet 1 kilometer mod øst til det nuværende sted, der oprindelig hed Itinninnguaq – den lille overgang – men som nu fik navnet Itilleq. 
Øen har ingen  ferskvand, derfor er der for nogle år siden bygget et såkaldte Reverse Osmosis anlæg, der omdanner saltvand til ferskvand. Før i tiden hentede man ferskvand på fastlandet i en pram eller jolle.

## Erhverv
Hovederhvervet i bygden er fiskeri og jagt. Erhvervsmæssigt vigtig for bygden er en fiskefabrik, hvor man forarbejder stenbiderrogn og torsk. I Itilleq er der også håndværk – bl.a. et skindværksted, forsamlingshus, elektricitetsværk og børneinstitution. 
I bygden findes en tidligere KGH (Kongelig Grønlandsk Handel)-butik, der ofte har et pænt udvalg af smukke husflidsprodukter og håndarbejde udarbejdet af de lokale.
Der er også en lille cafe, hvor der er mulighed for at købe sodavand, kaffe, slik og lignende, og der er en større butik, ”Pilersuisoq”, til proviantering af dagligvarer. Der er desuden et såkaldt servicehus i Itilleq, bygget i 1989, med bad, systue og et husflidsværksted.
I Itilleq findes der desuden et bygdekontor og et fiskeindhandlingssted.

## Kultur
Bygden har mange bevaringsværdige huse, som f.eks et pakhus fra 1848, en butik fra 1933 samt en kirke. Den nuværende kirke stod oprindelig ved det gamle Thule (Uummannaq), det nuværende Dundas. Kirken blev opført i 1933 og blev flyttet til Itilleq og nyrestaureret i 1962.

## Socialvæsen
I bygden findes en børnehave og bygdens børn undervises i en skole, Itillip Atuarfia, med tre forskellige aldersopdelte klasser. Skolen havde i 2007 28 elever, der blev undervist af tre lærere og en vikar. Skolen har tre klasserum, samt en bygning med køkken, lærerum, kontor og AV-rum. De har ikke noget bibliotek, men benytter biblioteket ved kirken i bygden.

## Itilleq på landkortet
Sisimiut Kommune havde for godt halvtreds år siden otte bygder, heriblandt Itilleq, som er en af de to oprindelige bygder, der fortsat er beboet. Bygden har overlevet til trods for, at den i forbindelse med koncentrationspolitikken i 60’erne var udpeget til at være én af de bygder, der ikke var bevaringsværdige.
Modstand fra bygdens befolkning har betydet, at bygden fortsat eksisterer i bedste velgående, og i forbindelse med den såkaldte Itilleq-erklæring, som blev underskrevet af den danske udenrigsminister og den grønlandske landstyreformand, kom bygden virkelig på rigsfælleskabets verdenskort.
I 2004 afholdte den grønlandske landstyreformand, den færøske lagtingsformand og den danske statsminister endvidere Rigsrådsmøde i bygden.